# شهرستان عین
ناحیهٔ عین (به عربی: مدیریة عین) یک ناحیه در یمن است که در استان شبوه واقع شده‌است.

## خصوصیات
ناحیهٔ عین ۲۲٬۰۵۱ نفر جمعیت دارد.